# Хаймович, Зеэв
Зе́эв (Зе́вик) Хаймо́вич (ивр. זאב חיימוביץ‎; 7 апреля 1983, Нетания) — израильский футболист, защитник.

## Карьера

### Клубная
Воспитанник клуба «Бейтар Нес Тубрук» из города Нетания. Профессиональную карьеру начал в 2001 году в клубе «Хапоэль» из города Раанана, в составе которого выступал до 2004 года, проведя за это время 74 матча и забив 2 мяча. С 2004 по 2007 год играл в составе «Хапоэля» из города Петах-Тиква, провёл 86 матчей, забил 1 гол. Затем перешёл в клуб «Бней Иегуда» из Тель-Авива, провёл в его составе 33 матча, после чего продолжил карьеру в «Маккаби» из родной Нетании. За «Маккаби» сыграл 16 матчей, забил 1 гол. В августе 2009 года переехал в Россию, в грозненский «Терек», с которым заключил трёхлетний контракт, сумма трансфера составила 400.000 $. В составе «Терека» дебютировал 9 августа, в матче 17-го тура против московского «Динамо». В январе 2012 года был выставлен клубом на трансфер.

### В сборной
С 1998 по 2000 год сыграл 19 матчей и забил 1 гол в составе юниорской сборной Израиля (до 16 лет), в 2001 году сыграл 1 матч за юношескую сборную страны (до 19 лет). С 2004 по 2005 год защищал цвета молодёжной сборной (до 21 года), провёл в её составе 12 матчей, а в 2007 году сыграл 1 матч в составе главной национальной сборной Израиля. Во всех юношеских и молодёжной сборных Зеэв был капитаном.

## Личная жизнь
Отец Зеэва родом с Закарпатья, мать из Одессы, репатриировались в 1973 году. Благодаря бабушке и дедушке, которые больше остальных в семье разговаривали по-русски, Зеэв его неплохо освоил. Любимый футболист — Неманья Видич.